# Harald Carlborg
Per August Harald Carlborg, född 26 maj 1886 i Skinnskattebergs socken, död 6 maj 1970 i Stockholm, var en svensk bergsingenjör.
Harald Carlborg var son till brukspatronen August Carlborg (1841–1917). Efter bergsingenjörsexamen 1909 anställdes han vid Ljusne-Woxna AB samma år, vid AB Svartviks Gruvor och Bastkärns Gruv AB 1912, i Rio de Janeiro 1912–14, ingenjör vid Grängesbergs gemensamma förvaltning 1915, vid A/S Røragen i Røros 1915, vid Klockfältets Gruv AB och Uttersbergs Bruks AB 1915, var disponent där 1918–21, förste byråingenjör vid Kommerskollegium 1921, kommerseråd 1936–51, tillika ställföreträdande generaldirektör från 1945. Han var för chef för Industrikommissionens järnindustriavdelning 1939–42, ledamot av Industrikommissionen 1942–48. Han var underlöjtnant i Fortifikationens reserv 1905–19, styrelseordförande i Konstfack 1945–54 och i Statens provningsanstalt 1946–55.
Harald Carlborg framträdde som bruks- och gruvhistorisk författare och bland annat skrivit Uttersbergs bruk (1929), Om järnhanteringen i Skinnskattebergs bergslag från mitten av 1500-talet till omkr. 1620 (1921), samt de historiska och tekniskt ekonomiska delarna av Kommerskollegium och Sveriges geologiska undersökning utgivna beskrivningar av svenska gruvfält (1923–34).